# Vezza d'Oglio
Vezza d'Oglio es una localidad y comune italiana de la provincia de Brescia, región de Lombardía, con 1.432 habitantes.

## Evolución demográfica
| Gráfica de evolución demográfica de Vezza d'Oglio entre 1861 y 2001 |
|                                                                     |
| Fuente ISTAT - elaboración gráfica de Wikipedia                     |